# Cotorreta caragrisa
La cotorreta caragrisa (Brotogeris pyrrhoptera) és una espècie d'ocell de la família dels psitàcids que habita matolls de l'oest de l'Equador i nord-oest del Perú.